# Svenska träarbetareförbundet
Svenska träarbetareförbundet var ett svenskt fackförbund inom Landsorganisationen (LO) som bildades 1889 och upphörde 1924 då det delades i Svenska byggnadsträarbetareförbundet och Svenska träindustriarbetareförbundet. 

## Historia
- 1880 bildades landets första träarbetarefackförening med namnet Stockholms snickeriarbetareförening.
- 1889 kallade möbelsnickeriarbetarnas fackförening i Stockholm till kongress och representanter för nio fackföreningar bildade Svenska träarbetareförbundet. Ordförande blev Rasmus Hansen.
- 1898 började man bygga upp en konfliktfond.
- 1901 startades en sjuk- och begravningskassa.
- 1904 lämnade Stockholms byggnadssnickareförening och Stockholms timmermansfackförening på grund av missnöje med byggnadsträarbetarnas ställning i förbundet. På hösten bildade de Svenska byggnadsträarbetareförbundet.
- 1907 startades en resehjälpkassa.
- 1909 deltog förbundet i storstrejken och under året tappade man en tredjedel av medlemmarna.
- 1910 började man bygga upp en arbetslöshetsfond.
- 1911 tillsattes en kommitté som skulle arbeta för att vinna tillbaka byggnadsträarbetarna.
- 1916 lyckades man att efter flera års förhandlingar förmå medlemmarna i Svenska byggnadsträarbetareförbundet att återgå.
- 1922 ledde spänningarna mellan yrkesgrupperna i förbundet ändå slutligen till en uppdelning som trädde i kraft 1924.
- 1924 upphörde förbundet, som då hade 16177 medlemmar, och delades i Svenska byggnadsträarbetareförbundet (8732 medlemmar) och Svenska träindustriarbetareförbundet (7445 medlemmar).

## Ordförande

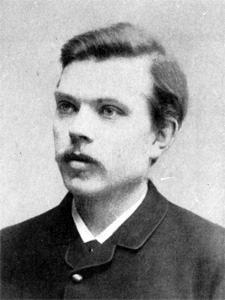
Rasmus Hansen 1861-1914. En av initiativtagarna och förbundets förste ordförande

Rasmus Hansen 1889-1894
Herman Lindqvist 1894-1900
Sven Persson 1900-1903
Arvid Thorborg 1904-1908
Nils Linde 1908-1923